# Lista de unidades epônimas fora do Sistema Internacional de Unidades
Muitas das unidades físicas são denominadas em memória de notáveis cientistas. Por esta convenção, seus nomes são imortalizados. Os cientistas cujos nomes são utilizados no Sistema Internacional de Unidades (SI) estão relacionados na Lista de cientistas cujos nomes são utilizados como unidades do SI. A seguir está apresentada uma lista com os cientistas cujos nomes são utilizados em unidades não SI.

## Lista dos cientistas e unidades físicas
| Nome                              | Vida                | Nacionalidade               | Quantidade                   | Unidade              |
| --------------------------------- | ------------------- | --------------------------- | ---------------------------- | -------------------- |
| William Gilbert                   | 1544-1603           | Britânico                   | Força magnetomotriz          | gilbert (Gi)         |
| John Napier                       | 1550-1617           | Escocês                     | Magnitude (ln)               | neper (Np)           |
| Evangelista Torricelli            | 1608-1647           | Italiano                    | Pressão                      | torr (Torr)          |
| Galileu Galilei                   | 1564-1642           | Italiano                    | Aceleração                   | gal (Gal)            |
| René-Antoine Ferchault de Réaumur | 1683-1757           | Francês                     | Temperatura                  | grau Réaumur (°R)    |
| Gabriel Fahrenheit                | 1686-1736           | - Polonês-Holandês          | Temperatura                  | grau Fahrenheit (°F) |
| Johann Heinrich Lambert           | 1728-1777           | França                      | Luminância                   | lambert (L)          |
| John Dalton                       | 1766-1844           | Britânico                   | Massa (atômica)              | dalton (Da, amu)     |
| Hans Christian Ørsted             | 1777-1851           | Dinamarquês                 | Campo magnético              | oersted (Oe)         |
| Carl Friedrich Gauss              | 1777-1855           | Alemão                      | Densidade do fluxo magnético | gauss (G)            |
| Jean Léonard Marie Poiseuille     | 1797-1869           | Francês                     | Viscosidade dinâmica         | poise (P)            |
| Anders Jonas Ångström             | 1814-1874           | Sueco                       | Comprimento                  | angstrom (Å]         |
| George Gabriel Stokes             | 1818-1903           | Britânico                   | Viscosidade cinemática       | stokes (St)          |
| William John Macquorn Rankine     | 1820-1872           | Estadunidense               | Temperatura termodinâmica    | grau Rankine (°Ra )  |
| James Clerk Maxwell               | 1831-1879           | Escocês                     | Fluxo magnético              | maxwell (Mx)         |
| Samuel Pierpont Langley           | 1834-1906           | Estadunidense               | Intensidade de energia       | langley (Ly)         |
| John William Strutt               | 1842-1919           | Britânico                   | Impedância acústica          | rayl                 |
| Wilhelm Conrad Röntgen            | 1845-1923           | Alemão                      | Radiação ionizante           | röntgen (R)          |
| Alexander Graham Bell             | 1847-1922           | - Escocês-Estadunidense     | Magnitude (log10)            | bel (B)              |
| Loránd Eötvös                     | 1848-1919           | Húngaro                     | Força de maré                | eotvos (E)           |
| Heinrich Kayser                   | 1853-1940           | Alemão                      | Número de onda               | kayser               |
| Joseph John Thomson               | 1856-1940           | Britânico                   | Relação massa/carga          | thomson (Th)         |
| Pierre Curie Marie Curie          | 1859-1906 1867-1934 | Francês - Polonesa-Francesa | Desintegração radioativa     | curie (Ci)           |
| Peter Debye                       | 1884-1966           | Holandês                    | Momento do dipolo elétrico   | debye (D)            |